# بيدرو فيناس
بيدرو فاسكيز فيناس (بالإسبانية: Pedro Vázquez Viñas)‏ (من مواليد 19 فبراير 1989 في فيغو، غاليسيا) هو لاعب كرة قدم إسباني، يلعب لنادي أوريويلا في مركز خط الوسط.

## وصلات خارجية
- بيدرو فيناس على موقع قاعدة بيانات كرة القدم.إي يو (الإنجليزية)
- بيدرو فيناس على موقع Soccerway.com (الإنجليزية)

- Villarreal official profile
- BDFutbol profile
- Futbolme profile (بالإسبانية)
- Transfermarkt profile